# Марс (Кировская область)
Марс — деревня в Малмыжском районе Кировской области. Входит в состав Савальского сельского поселения. 

## География
Находится в правобережной части района на расстоянии примерно 10 километров по прямой на северо-запад от районного центра города Малмыж.

## История
Известна с 1939 года. В 1950 году в ней было учтено 27 дворов и 132 жителя. В 1989 году учтено 70 жителей.

## Население
Постоянное население  составляло 65 человек (татары 100%) в 2002 году, 52 в 2010.